# Nocedal
Nocedal es un barrio de Ortuella, municipio de la zona minera de Vizcaya, que tiene una población de 192 habitantes.
Se encuentra a mitad de camino entre Gallarta y el centro de Ortuella. Se trata de un barrio histórico que ya figuraba en mapas del siglo XV. Hasta 1901 el que hoy es municipio de Ortuella estaba incluido en el concejo de Santurce.
Hasta inicios del siglo XIX, estaba incluido en los Tres Concejos del Valle de Somorrostro, y en el barrio de Urioste (en el municipio de Ortuella) se reunían estos concejos (Sestao, San Salvador del Valle y Santurce) para celebrar sus juntas.